# IBM 603
La IBM 603 Electronic Multiplier (Multiplicador Electrónico) fue el primer dispositivo calculador electrónico comercial producido masivamente, utilizando 300 tubos de vacío en una gran caja para efectuar operaciones de suma, resta y multiplicación (los anteriores de la serie 600 eran electro-mecánicos, salvo la variante no comercial Aberdeen Relay Calculator del IBM 601 que implementaba su lógica con relés). La IBM 603 fue adaptada como la unidad de aritmética del ordenador electromecánico de IBM Selective Sequence Electronic Calculator (Calculador Electrónico Secuencial Selectivo).
Fue diseñado por James W. Bryce, e incluía circuitos patentados por A. Halsey Dickenson en 1937. El IBM 603 fue desarrollado en la sede de Endicott, Nueva York, y se anunció el 27 de septiembre de 1946. Sólo fueron construidas unas 100 unidades, los voluminosos tubos de vacío que empleaba la hicieron complicada de fabricar, pero la demanda demostró que el producto llenaba una necesidad. Se demostró que la máquina era capaz de dividir, pero el resultado solo podía usar 3 dígitos de precisión por falta de más tubos.
El IBM 603 fue el predecesor del IBM 604 con 1.100 tubos, era un dispositivo programable con capacidades más complejas y que ya podía dividir, utilizando un diseño patentado de módulos enchufables que hacían al producto más fácil de fabricar y mantener.